# ورزشگاه اشپاردا بانک هسن
ورزشگاه اشپاردا بانک هسن (به آلمانی: Sparda-Bank-Hessen-Stadion) یک ورزشگاه فوتبال در شهر افنباخ آم ماین، آلمان است. پس از جایگزینی آن با ورزشگاه فوتبال بیبر برگ، این استادیوم ورزشگاه خانگی جدید تیم کیکرز اوفنباخ شده است. اولین بازی که در این ورزشگاه انجام شد یک بازی دوستانه پیش از شروع فصل بود که میان تیمهای کیکرز و بایر لورکوزن و در تاریخ ۱۸ ژوئیه ۲۰۱۲ و با حضور بیش از ۱۵٬۰۰۰ هوادار انجام شد.